# أحمد عز (ممثل)
أحمد عز (مواليد 23 يوليو 1971) هو ممثل مصري. ظهر لأول مرة مع المغنية أصالة في كليب «لما جت عينك في عيني»، وظهر أيضاً بمشهد صغير في فيلم كلام الليل للمخرجة إيناس الدغيدي، التي أتاحت له الفرصة فيما بعد للقيام ببطولة فيلم مذكرات مراهقة. في 2003، لفت الأنظار إليه عندما لعب دور البطولة أمام الفنانة يسرا في مسلسل ملك روحي، وبعده فيلمي حب البنات وسنة أولى نصب. ابتعد بعد ذلك عن الأدوار الرومانسية واتّجه لأفلام الحركة، والإثارة، والتشويق.

## البداية
كان يحلم بالتمثيل من أيام المدرسة وبعدها الجامعة، وكان يتابع الوسط الفني من بعيد؛ لكّنه لم يفكّر في دراسة التمثيل لأن الإنتاج السينمائي وقتها كان محدوداً جداً، وخشي من عدم وجود فرصة بعد ذلك للعمل، فدرس الأدب الإنجليزي في كلية الآداب، جامعة عين شمس. وبعد تخرّجه، عمل في مجال الفنادق.
عمله بمجال الفنادق لم ينسه حلمه بالتمثيل، فبدأ بالعمل في مجال عروض الأزياء، على أمل أن تفتح له أبواب السينما؛ لكنّه اكتشف أن ذلك العمل لا يكفي، فبدأ بالتردّد علي مكاتب الإنتاج بحثاً عن فرصة. حتى ذهب لمكتب المخرجة إيناس الدغيدي، فرشّحته لدور صغير في فيلم كلام الليل. ولكنها لفتت نظره إلى ضرورة دراسة التمثيل.
بعد ذلك، التحق بعدد من ورش إعداد الممثل مثل إستوديو الممثل للدكتور محمد عبد الهادي ومحمود حميدة ليدعم موهبته بالدراسة. ظل يزور المخرجة إيناس الدغيدي بين وقت وآخر ليطلعها علي ما يفعله. وحينما بدأت التحضير لفيلم مذكرات مراهقة، اختارته ليقوم بدور البطولة أمام هند صبري.

## مسيرته الفنية
في عام 2003، شارك عز في بطولة مسلسل ملك روحي بجانب يسرا. ومن هنا بدأت انطلاقته، حيث شارك في 4 أفلام في عام 2004 وهي: حب البنات، وسنة أولى نصب، وشباب تيك أواي، ويوم الكرامة. وفي عام 2005، شارك في فيلم الباحثات عن الحرية مع داليا البحيري. وفي نفس العام، قدم دورًا بعيدًا عن الأدوار الرومانسية في فيلم ملاكي إسكندرية، حيث تمرّد علي الأدوار الرومانسية التي حاول الكثير من المخرجين حصره في قالبها، ومن وقتها اتجه إلي أفلام الأكشن والإثارة. تميز عز بتنوعه في أدواره، حيث قدم أدوارًا جمعت بين الرومانسية، والكوميديا، والإثارة مثل دوره في الرهينة عام 2006. وفي العام التالي، قدم واحد من أنجح أدواره علي الإطلاق في فيلم الشبح. وفي عام 2008، قدم فيلم مسجون ترانزيت، وظهر كضيف شرف في سيت كوم العيادة. وفي عام 2009، قدم فيلم بدل فاقد مع منة شلبي، وقدم مسلسل الأدهم. وفي عام 2010، ظهر كضيف شرف بفيلم الثلاثة يشتغلونها.
قدم عز فيلم 365 يوم سعادة في عام 2011. وفي 2012، أُطلق فيلمان له معاً في نفس الوقت، وذلك بسبب تأخر إطلاق أحدهما بسبب الثورة. وهذان الفيلمان هما المصلحة وحلم عزيز. وفي عام 2013، قدم فيلم الحفلة، كما ظهر بشخصيته الحقيقية في فيلم هاتولي راجل، ولعب شخصية عمرو بن العاص في مسلسل الرسوم المتحركة أمير ورحلة الأساطير. وقدم في رمضان 2014 مسلسل الإكسلانس. وقدم فيلم ولاد رزق عام 2015. وقدم فيلم الخلية عام 2017. وقدم مسلسل أبو عمر المصري في رمضان 2018، وهو مُقتبس عن رواية تحمل نفس الاسم للكاتب المصري عز الدين شكري فشير. قدم عز فيلمي الممر وولاد رزق 2 عام 2019. ولعب دورًا رئيسيًا بشخصية علاء الدين في مسرحية تحمل نفس الاسم في نفس العام.
في عام 2021، ظهر بشخصية سيف العربي في مسلسل هجمة مرتدة كدور رئيسي، والاختيار 2 كضيف شرف. كما قدم فيلم العارف في نفس العام. وقدم 3 افلام في عام 2022 وهم: كيرة والجن وفي الحب والحياة والجريمة. وظهر في مسلسل الاختيار 3 في نفس العام.

## دوره في رجل المستحيل
ذكر الدكتور نبيل فاروق، مؤلف سلسلة رجل المستحيل الشهيرة، في كتابه رجل المستحيل وأنا أنه في عام 1999 قرّر تحويل الرواية إلى عمل سينمائي من بطولة أحمد عز، رجل السياحة وقتها. بالتعاون مع المخرج أيمن أبو يوسف، تم البدء في تأليفها وعقد ندوة عن الفيلم، وتم أخذ موافقة جهاز المخابرات. إلا أن المنتج تراجع عن إنتاج الفيلم وتوقّف عمل الفيلم تماماً، وكاد أن يصبح أول بطولة مطلقة للنجم أحمد عز.

## زواجه وقضية إثبات النسب
نُشر في أكتوبر 2014 عقد زواج رسمي شرعي للفنان أحمد عز والفنانة أنغام. أكّد الطرفان صحة الخبر، مبرّرين عدم إعلانهما للزواج ليس إلا إذعاناً لرغبة المغنية أنغام التي لم ترغب في إقحام الجمهور والإعلام في حياتها الخاصة، فطلبت من أحمد عز عدم الإعلان عن زواجهما وهو ما احترمه ونفّذه لها. كان زواجهما زواجاً طبيعياً كأي شخصين مُشهر للعائلة والأصدقاء، وقد تم الزواج في يوم 29 يوليو 2011. لكن لأسباب شخصية، لم يقّدر لهما استكمال حياتهما سوياً، فحدث الانفصال بتاريخ 8 يناير 2012.
في يناير 2014، نشرت الصحف المصرية خبر رجوع الممثلة المصرية زينة من الولايات المتحدة الأمريكية، حاملة توأمين اسمهما عز الدين وزين الدين، مدعية نسبهما إلى الفنان أحمد عز. لكن الأخير أنكر ذلك جملةً وتفصيلًا، قائلاً أنه لم تجمعه بزينة أية علاقة سوى الزمالة، مما حذى بالممثلة إلى إحالة الأمر للقضاء. وبسبب عدم وجود عقد زوجية بين المدعية والمُدعي عليه كون زوجهما على حد قول الفنانة زينة كان زواجاً عرفياً، فإن القضاء طلب خضوع أحمد عز لاختبارات تحليل البصمة الوراثية لأكثر من 3 مرات، وهو ما كان يرفضه قطعًا المُدعى عليه، مما جعل المحكمة تعتبر هذا قرينة وتقضي بإثبات نسب الطفلين إليه، وهو ما نقضه الفنان. لكن في يناير 2016، أقرّت محكمة النقض الحكم بشكل نهائي وإثبات نسب الطفلين له، لتلجأ زينة للقضاء المصري بدعوى النفقة الذي ٱستجاب لها وألزم أحمد عز بدفع 20 ألف جنيه كنفقة لأولادهما.
بعد حكم القضاء بثبوت نسب الطفلين لأحمد عز، رفعت الفنانة زينة دعوى سب وقذف ضد عز تتهمه فيها بإنكاره أبويته للطفلين التوأم عز الدين وزين الدين، واتهامها بتزوير شهادات الميلاد، وهو ما ثُبت عدم صحته بعد ذلك بحكم نهائي صادر من محكمة الأسرة، لتصدر محكمة جنح مدينة نصر في مصر في 18 يونيو 2016 حكماً بحبس الفنان أحمد عز 3 سنوات، وتغريمه 15 ألف جنيه، وتعويض مدني 20 ألف جنيه، بتهمتي البلاغ الكاذب وسب وقذف الفنانة. ورغم ذلك، مازال أحمد عز يصر على عدم الاعتراف بتوأميه.

## أعماله
شارك في 25 فيلمًا، و9 مسلسلات، ومسرحيتان.

## الجوائز
- جائزة أفضل نجم شاب عربي لعام 2003م في مهرجان دول الشام «لبنان وسوريا» عن دوره في مسلسل ملك روحي.[10]
- جائزة أحسن ممثل دور ثاني في المهرجان القومي العاشر للسينما المصرية عام 2004م عن دوره في فيلم حب البنات.[11]
- جائزة أفضل ممثل سينمائي عربي في حفل توزيع جوائز الموريكس دور لعام 2007 عن دوره في فيلم الرهينة.[12]
- جائزة أفضل ممثل لعام 2007م في حفل توزيع جوائز مجلة دير جيست عن دوره في فيلم الشبح.
- جائزة أفضل ممثل شاب في حفل توزيع جوائز الآيه آر تي "ART" عن دوره في مسلسل الأدهم.
- جائزة أفضل ممثل شاب في حفل توزيع جوائز مجلة دير جيست عن دوره في مسلسل الأدهم.[10]
- جائزة أفضل ممثل سينمائي في حفل توزيع جوائز مجلة دير جيست لعام 2015 عن دوره في فيلم ولاد رزق.
- جائزة أفضل ممثل في حفل توزيع جوائز السينما العربية «أوسكار» لعام 2018 عن دوره في فيلم الخلية.

## وصلات خارجية
- أحمد عز على موقع IMDb (الإنجليزية)
- أحمد عز على موقع الدهليز
- أحمد عز على موقع قاعدة بيانات الأفلام العربية
- أحمد عز على موقع قاعدة بيانات الفيلم (الإنجليزية)
- أحمد عز على موقع كينوبويسك (الروسية)